# Деца кукуруза 3: Урбана жетва
Деца кукуруза 3: Урбана жетва (енгл. Children of the Corn III: Urban Harvest) амерички је натприродни слешер хорор филм из 1995. године, редитеља Џејмса Д. Р. Хикокса, рађен по краткој причи, Деца кукуруза, аутора Стивена Кинга. Главне улоге тумаче Данијел Черни, Рон Мелендез, Мајкл Енсињ и Џон Клер. Радња се надовезује на крај другог дела из 1992. и прати двојицу браће, који су били чланови култа деце убица из Небраске, након чега их је усвојила породица из Чикага.
Снимање је почело у децембру 1993, а завршило се у јануару 1994. Продукцијска кућа Мирамакс дистрибуирала је филм директно-на-видео 12. септембра 1995. Добио је претежно негативне оцене критичара. Ед Грејди се кроз флешбек сцене вратио у улогу др Ричарда Еплбаја из претходног дела, док су Шарлиз Терон и Ивана Миличевић имале дебитантске улоге у овом филму.
Наредни наставак снимљен је већ 1996. године, под насловом Деца кукуруза 4: Окупљање.

## Радња
Илај и Џошуа, браћа која су повезана са култом деце убица из Гатлина, одведени су у Чикаго, где их усваја породица Портер. Док Џошуа покушава да се прилагоди новој средини у Чикагу, Илај организује нови култ деце и наставља са убијањем одраслих.

## Улоге
| Глумац          | Улога              |
| --------------- | ------------------ |
| Данијел Черни   | Илај Портер        |
| Рон Мелендез    | Џошуа Портер       |
| Мајкл Енсињ     | отац Френк Нолан   |
| Џон Клер        | Малком Елкман      |
| Мари Мороу      | Марија Елкман      |
| Дјук Строуд     | Ерл                |
| Ед Грејди       | др Ричард Еплбај   |
| Ренс Хауард     | Џедедијах          |
| Брајан Пек      | Џејк Витман        |
| Ненси Ли Гран   | Аманда Портер      |
| Џим Мецлер      | Вилијам Портер     |
| Гарвин Фанчис   | Ти Лок             |
| Ивет Фриман     | Саманта            |
| Шарлиз Терон    | Илајева следбеница |
| Ивана Миличевић | Илајева следбеница |
| Николас Брендон | кошаркаш           |